# Entalpija
Entalpíja (oznaka H) je termodinamska spremenljivka, definirana kot vsota notranje energije Wn ter zmnožka tlaka p in prostornine V:
{\displaystyle H=W_{n}+pV\!\,.}
Lastnost entalpije je, da je pri procesih, ki potekajo pri stalnem tlaku, sprememba entalpije ravno enaka dovedeni ali odvzeti toploti.
Podobno kot notranje energije tudi entalpije ne moremo neposredno meriti, zato navadno obravnavamo spremembo entalpije
{\displaystyle \Delta H=\Delta W_{n}+p\Delta V\!\,.}
Entalpija je priročno definirana za obravnavo procesov, ki potekajo pri stalnem tlaku; mednje spada večina kemijskih reakcij.
V Mednarodnem sistemu enot je izpeljana enota za entalpijo J.

## Zgodovina
V zgodovini termodinamike se je za opis tega, kar danes imenujemo  entalpija sistema, uporabljalo več izrazov. Na začetku je prevladovala mnenje, da sta izraz entalpija ustvarila  Benoit Paul Émile Clapeyron in  Rudolf Clausius, ko sta  leta 1827 objavila svojo Clausius-Clapeyronovo enačbo. Kasneje se  je izkazalo, da je entalpijo prvi uporabil Josiah Willard Gibbs leta 1875 v svojem delu "Fizikalna kemija: Napredne razprave",  čeprav zanjo ni uporabil ravno tega imena, ampak je govoril o "toplotni funkciji za konstantni tlak". Leta 1909 je Keith Landler v razpravi o tej Gibbsovi "toplotni funkciji"  zapisal, da je izraz entalpija skoval Heike Kamerlingh Onnes iz grške besede enthalpos (ενθαλπος), ki v dobesednem prevodu pomeni "vložiti toploto".

### Izvirna definicija
Termodinamski potencial H je v termodinamiko uvedel nizozemski fizik Heike Kamerlingh Onnes  na začetku 20. stoletja in ga definiral kot vsoto energije sistema (E)  in produkta pV:
{\displaystyle H=E+pV\!\,.}
V odsotosti zunanjega polja se entalpija lahko definira tudi kot 
{\displaystyle H=U+pV\!\,,}
pri čemer je:
H = entalpija [J]
U = notranja energija [J]
p = tlak sistema [Pa]
V = volumen [m3]
Pomen produkta pV je prikazan z naslednjim izobarnim procesom: plin, ki zgori v cilindru z batom, povzroči povišanje temperature, istočasno pa premakne bat, tako da ostane tlak v cilindru konstanten. Silo, ki pritiska na bat, se lahko izračuna iz tlaka v sistemu:
{\displaystyle p=F/S\!\,,}
pri čemer je S ploščina bata. Če se je bat premaknil za razdaljo s, je delo, ki ga je opravila sila F, enako
{\displaystyle A=Fs=pSs\!\,.}
Ker je 
{\displaystyle Ss=V\!\,,}
je 
{\displaystyle A=pV\!\,.}
Entalpija torej omogoča obravnavanje energetskih sprememb sistemov, v katerih se ne spreminja samo temperatura ampak tudi volumen oziroma tlak. 

## Reakcijska entalpija
Reakcijska entalpija ΔHr je toplota, ki se sprosti ali porabi v kemijski reakciji pri stalnem tlaku. Če so vsi reaktanti in produkti v standardnih stanjih (101 325 Pa,  25 °C), govorimo o standardni reakcijski entalpiji ΔHr°. 
Standardna reakcijska entalpija je definirana kot razlika vsot standardnih tvorbenih entalpij produktov in reaktantov:
{\displaystyle \Delta H_{\mathrm {r} }^{0}=\sum \Delta H_{t,\mathrm {produkti} }^{0}-\sum \Delta H_{t,\mathrm {reaktanti} }^{0}}
Standardna tvorbena entalpija spojine je sprememba entalpije, ko iz elementov nastane 1 mol spojine, če so vsi elementi in spojina v standardnih stanjih. Standardna tvorbena entalpija elementov je enaka nič.
Če je reakcijska entalpija pozitivna, pomeni, da so produkti energetsko bogatejši od  reaktantov. Reakcija je torej endotermna. Če je reakcijska entalpija negativna, je reakcija eksotermna. 

### Tvorba NaCl
2Na(s) + Cl2(g) → 2NaCl(s)        ΔHr = -822 kJ/mol
Reakcija je eksotermna. Ker sta oba reaktanta elementa (Na in Cl2), se lahko iz reakcijske entalpije izračuna tudi tvorbeno energijo NaCl, ki je enaka -411 kJ/mol  (-822/2 kJ/mol).

### Zgorevanje propana
C3H8(g) + 5O2 (g) → 3CO2(g) + 4H2O(l)
Standardne tvorbene entalpije reaktantov in produktov so enake:
C3H8(g): -103,2 kJ/mol
O2(g): 0
CO2(g): -393,5 kJ/mol
H2O(l): -286,6 kJ/mol
H2O(g): -241,8 kJ/mol
Standardna reakcijska entalpija je enaka
ΔHr° =  (3*-393,5 + 4*-285,8) – (1* -103,2 + 5* 0) = -2,22 MJ/mol propana
Če voda ostane v plinastem stanju (H2O(g)), je standardna reakcijska entalpija  na račun kondenzacijske entalpije vode manjša in je enaka -2,04 MJ/mol propana.
Standardna reakcijska entalpija je istočasno tudi standardna sežigna entalpija propana.

## Mrežna entalpija
Mrežna energija trdne ionske spojine je merilo za jakost vezi v tej ionski spojini. Mrežna energija je običajno definirana kot tvorbena entalpija ionske spojine iz plinastih ionov in je vedno eksotermna:
Na+(g) + Cl−(g) → NaCl(s)
Eksperimentalno določena mrežna energija NaCl je −787 kJ/mol.
Nekateri starejši učbeniki definirajo mrežno energijo v obratni smeri, se pravi kot energijo, ki je potrebna za pretvorbo ionske spojine v plinaste ione. Takšen proces je endotermen, zato bi bila mrežna energija v tem primeru +787 kJ/mol.
Vrednosti mrežne energije se lahko določi z Born-Haberjevim ciklom.